# Matilda (film, 2017)
Pour plus de détails, voir Fiche technique et Distribution.
Matilda (Матильда) est un film russe réalisé par Alekseï Outchitel, sorti en 2017.

## Synopsis
Ce film relate histoire d'amour du grand-duc Nicolas Alexandrovitch de Russie (futur empereur Nicolas II) et de la ballerine Mathilde Kschessinska.

## Fiche technique
- Titre original : Матильда
- Titre français : Matilda
- Réalisation : Alekseï Outchitel
- Scénario : Alexandre Terekhov
- Costumes : Nadejda Vassilieva
- Photographie : Youri Klimenko
- Montage : Dacha Danilova
- Musique : Marco Beltrami
- Arrangement musical : Valeri Guerguiev
- Pays d'origine : Russie
- Format : Couleurs - 35 mm
- Genre : biographie, drame, historique
- Durée : 130 minutes
- Visa de censure russe délivré le : 10 août 2017
- Date de sortie :
  -  Allemagne : 8 octobre 2017 (Festival du film de Hambourg)
  -  Russie : 26 octobre 2017

## Distribution
- Michalina Olszańska : Mathilde Kschessinska
- Lars Eidinger : Nicolas II
- Danila Kozlovski : le comte Vorontsov
- Grigori Dobryguine : le grand-duc André Vladimirovitch de Russie
- Ingeborga Dapkunaite : l'impératrice Maria Feodorovna
- Evgueni Mironov : Ivan Karlovitch, directeur des théâtres impériaux
- Thomas Ostermeier : Dr Fischer, psychiatre
- Sergueï Garmach : Alexandre III
- Luise Wolfram : Alexandra Feodorovna
- Vitali Kovalenko : le grand-duc Vladimir Alexandrovitch de Russie
- Vitali Kichtchenko : Vlassov
- Sarah Stern : Pierina Legnani
- Constantin Jeldine (ru) : Constantin Pobiedonostsev
- Galina Tiounina (ru) : la grande-duchesse Vladimir

### Musique
La musique est signée par le célèbre compositeur américain Marco Beltrami

## Accueil

### Accueil critique
Le film est critiqué pour son mépris total pour la chronologie et l’exactitude des faits et surtout pour son indigence. « En effet, l’intrigue se résume, sur fond de feux d’artifice, de strass et de grandes salles de bals, aux regards énamourés du pauvre Lars Eidinger pour sa ballerine, qui virevolte en tutu et veut à tout prix, à coups de cambrures aguichantes, de moues contrariées et d’œillades, que son « Nicky » renonce au trône impérial pour elle. »

### Controverse
Natalia Poklonskaïa, députée de Crimée, a déposé quarante-trois recours contre le film auprès du tribunal de grande instance de Moscou. Soutenue par une partie de l’Église orthodoxe russe qui a canonisé Nicolas II et sa famille le 20 août 2000, elle refuse que soit évoquée la liaison entre le tsar et la ballerine et déplore le « non-respect de la vérité historique. »

## Distinctions

### Récompenses
- 31e cérémonie des Nika : Nika des meilleurs décors et Nika des meilleurs costumes.

### Sélection
- Festival du cinéma russe à Honfleur 2017 : séance spéciale.